# 加斯東·比堤運動場
加斯東·比堤運動場（法語：Stade Gaston-Petit）是一座位於法國的多用途運動場，目前主要用於足球比賽，並為的主場。運動場能容納17,173名觀眾。
運動場命名於的前市长加斯东·珀蒂。